# Butetown
Butetown är en community i Storbritannien.   Den ligger i kommunen Cardiff och riksdelen Wales, i den södra delen av landet, 210 km väster om huvudstaden London.
Butetown utgör en del av innerstaden i Cardiff och omfattar även de gamla varvsområden i hamnen.